# Schiedersee

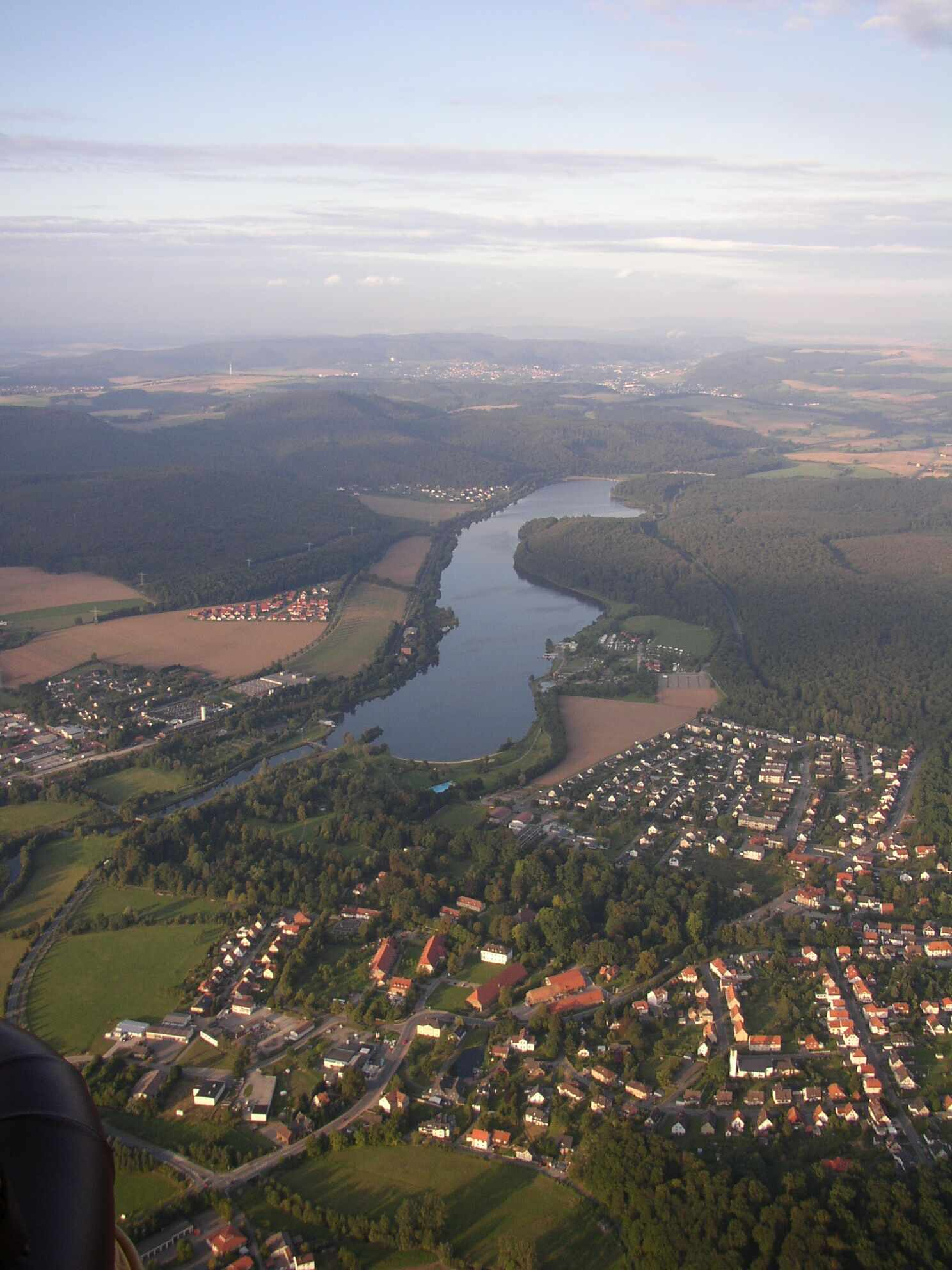
Luftaufnahme Emmerstausee, September 2003

Der Schiedersee oder Emmerstausee ist ein Stausee im Tal der Emmer. Er liegt  in der Nähe der Stadt Schieder-Schwalenberg im Weserbergland im Kreis Lippe (Nordrhein-Westfalen).

## Beschreibung
Der See ist etwa 3,1 km lang, bis zu 350 m breit und auf gewöhnlich 118 m ü. NHN angestaut. Die durchschnittliche Wassertiefe überschreitet die Tiefe von zwei Metern nur im östlichen Bereich. Am See dicht vorbei fließt an seiner Nordwestseite die Emmer, er wird am oberen Ende von einem Abzweig von deren rechtem Zufluss Niese und weiter abwärts vom Steinbach gespeist.
Der See wurde Ende der 1970er-Jahre angelegt und Anfang der 1980er-Jahre als Naherholungsgebiet baulich vollendet. Neben den touristischen Anreizen war vor allem der Hochwasserschutz ein Grund für den Bau des Sees.  Die unterhalb des Sees gelegene Stadt Lügde ist durch den Hochwasserrückhalt für eine gewisse Zeit besser in der Lage, notwendige Schutzmaßnahmen wie das Aufschütten von Dämmen zu ergreifen. Seit Fertigstellung des Sees wurde das historische Stadtzentrum von Lügde nicht mehr überflutet, Außenbezirke waren allerdings bei Hochwassern 1986 und 1998 weiterhin betroffen.
Am Staudamm wurde ein Wasserkraftwerk installiert, das allerdings inzwischen wegen der Umflut (siehe unten) wieder außer Betrieb genommen wurde. Um Flussfische nicht an der Wanderung zu hindern, wurde in dieses Projekt eine Fischtreppe integriert.

## Nutzung als Naherholungsgebiet
Heute haben am See mehrere Wassersportvereine ihren Sitz; insbesondere kann der Segel- und Rudersport ausgeübt werden. Das Gewässer wird vor allem in den Sommermonaten von vielen Gästen besucht. Auf dem See fährt ein privates Motorschiff, das SchiederSee heißt, zwischen den verschiedenen touristischen Zielen in einem festen Takt. Es gibt dort auch ein kommerzielles Freizeitzentrum. Am See befindet sich eine Wachstation der Deutschen Lebens-Rettungs-Gesellschaft (DLRG).
Eigentümer des Freizeitzentrums am Emmerstausee war bis 2017 die EHZ – Erholungszentrum Schieder GmbH. Nachdem der Kreistag für die Auflösung des EHZ stimmte, erwarb der Kreis Lippe alle Gesellschafteranteile der Stadt Schieder-Schwalenberg und wurde alleiniger Gesellschafter. Betreiber des Freizeitzentrums ist seit 2010 die Infinity GmbH & Co. KG. Hierzu gehören u. a. der „Familienpark Funtastico“ sowie das 2024 eingeweihte SB-Strandhaus.
Am Nordufer des Sees betreibt der Veranstalter kds Events das Restaurant „Moses Hütte“, welches sich auf dem Gelände der ehemaligen See-Terrassen befindet und am 1. April 2017 eröffnete.

## Verlandung
Bereits während der Bauphase gab es Stimmen, die eine Verlandung des Sees voraussagten; der See wurde dennoch in der jetzigen Form angelegt. Wegen des stetigen Sedimenteintrags aus der Emmer musste der See regelmäßig ausgebaggert werden. Seit Jahren wurde daher immer wieder überlegt, ob der See besser verlanden und sich damit natürlich entwickeln solle. Damit Flusssedimente nicht mehr in den See gelangen, ist bis 2015 eine Umflut errichtet worden, um das Fließgewässer Emmer nördlich am See vorbeizuführen. Dadurch hat der Schiedersee jetzt nur noch drei Viertel seiner ursprünglichen Größe.

## Umflut

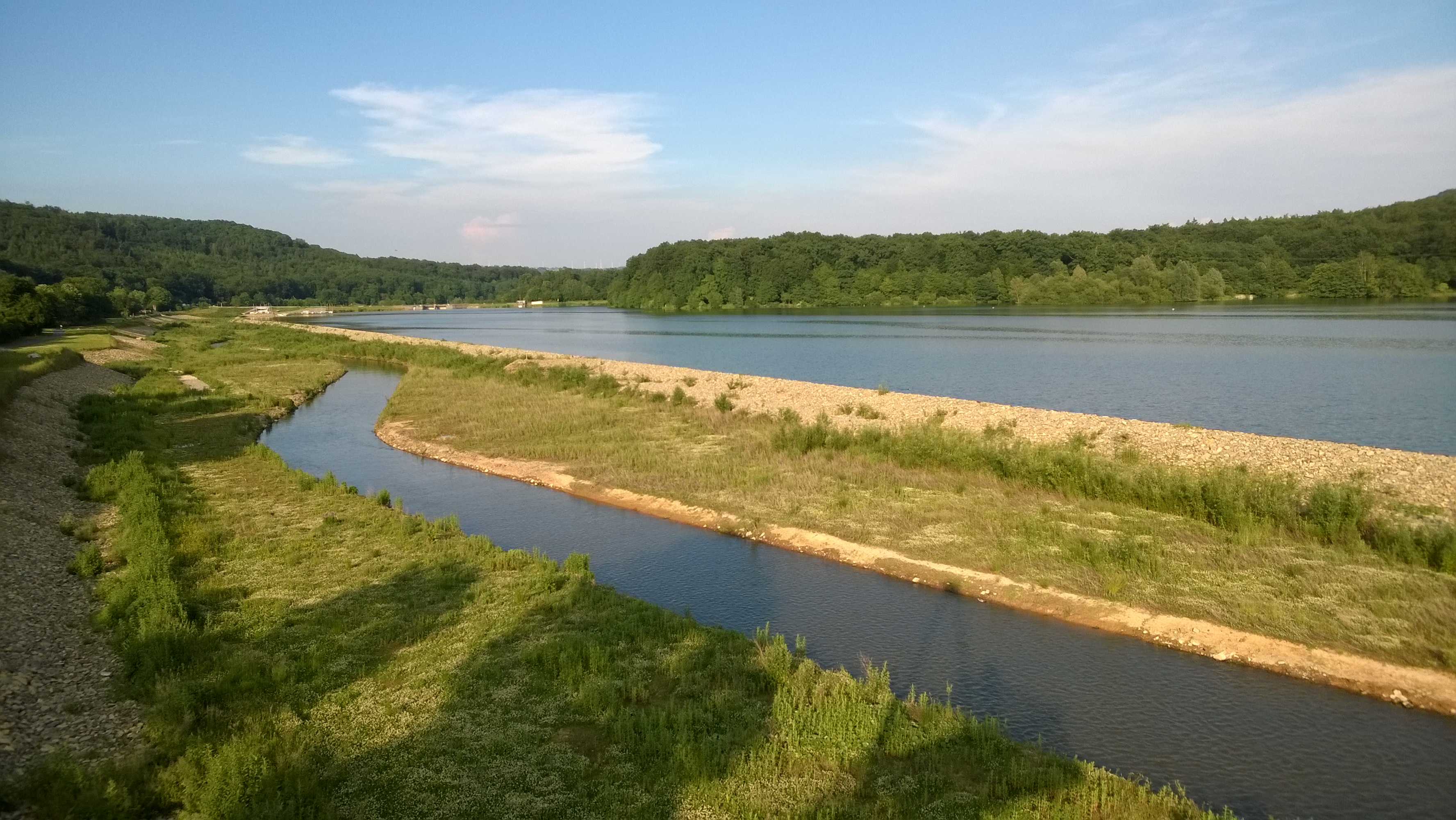
Umflut der Emmer um den Schiedersee im Juni 2016

Die Baumaßnahmen zur Umflut der Emmer um den Schiedersee begannen am 18. April 2012 und wurden im Juni 2015 abgeschlossen. Durch einen Trenndamm wird die Emmer am Schiedersee vorbeigeleitet, durchfließt am Staudamm des Sees ein Kreuzungsbauwerk und gelangt über eine Sohlgleite in den Unterlauf der Emmer.
Im Sommer 2012 wurde als Auflager für den späteren Trenndamm eine 12 Meter breite und 0,3 Meter starke Ausgleichsschicht aus Schotter eingebracht. Die Ausgleichsschicht wurde mit einem Geotextil abgedeckt, um eine Unterspülung des Trenndammes zu verhindern. Die Fixierung des Geotextils erfolgte mit Felsmaterial. Der Trenndamm besteht aus einer durchgängigen Stahlspundwand, die mit Steinschüttung auf beiden Seiten versehen wurde. Im Dezember 2012 wurde mit dem Einsetzen der Stahlspundwand begonnen, etwas zeitversetzt wurde auf beiden Seiten der Spundwand eine Steinschüttung eingebracht. Im Oktober 2013 war der Trenndamm bis auf wenige Restarbeiten fertiggestellt.
Die Sohlgleite unterhalb des Staudamms muss den Höhenunterschied von etwa 4 Metern zwischen der Sohle der Umflut am Staudamm und der Einmündung in die Emmer so überbrücken, dass Wassertiere durch die Sohlgleite wandern können. Die Herstellung der Sohlgleite erfolgte von August 2013 bis November 2013.
Das Kreuzungsbauwerk entstand von Juli 2014 bis April 2015. Mit einer Schütztafel kann der Abfluss der Emmer gesteuert werden.
Zur Kompensation der Verdunstungs- und Versickerungsverluste im Schiedersee wird ein Teil des Abflusses der Niese in den See geleitet. Der Teilstrom der Niese durchquert drei Schilfbecken, bevor er in den Schiedersee gelangt. In den Schilfbecken sollen Schwebstoffe absedimentiert werden. Die Becken wurden im Sommer 2014 angelegt und haben eine Gesamtfläche von 5500 Quadratmetern. Falls der Zufluss aus der Niese in den Schiedersee zu gering ist, um den Wasserstand im Schiedersee ausreichend hoch zu halten, kann mit einem Pumpwerk Wasser aus der Emmer direkt in den See gefördert werden. Die Pumpleistung beträgt 120 Liter pro Sekunde.
Die Baukosten betrugen etwa 13 Millionen Euro und wurden zu 80 Prozent vom Land Nordrhein-Westfalen getragen.